# Tom Wappel
Thomas (Tom) William Wappel, (né le 9 février 1950 à Toronto) est un homme politique canadien. 

## Biographie
Il fut député à la Chambre des communes du Canada, représentant la circonscription ontarienne de Scarborough-Sud-Ouest de 1988 à 2008 sous la bannière du Parti libéral du Canada.
Wappel est membre du "caucus familial" du Parti libéral et est conservateur sur le plan social. Il s'oppose notamment à l'avortement et au mariage entre personnes de même sexe, et a fait des déclarations controversées sur l'immigration et le rôle de la religion au gouvernement. Il s'oppose également à la peine de mort et affirme avoir des opinions libérales en matière d'économie.